# Daniel Ortega
Daniel Ortega Saavedra (født 11. november 1945) var præsident i Nicaragua i perioden 1985-90 og blev valgt til posten igen fra 2007. Inden den tid havde han i en længere periode været en af lederne af sandinisterne i Frente Sandinista de Liberación Nacional (FSLN), der er en socialistisk, marxistisk organisation.

## Biografi
Som ung universitetsstuderende blev Ortega medlem af FSLN, der var en undergrundsorganisation. Få år efter, i 1967, var han leder af byguerillaen, men blev arresteret og først løsladt i 1974. 
I 1979 blev Somoza styrtet, og Ortega blev medlem af den fempersoners junta, der styrede landet i de følgende år med Ortega som den egentlige leder i praksis. I 1984 blev der afholdt præsidentvalg, som Ortega vandt med 63 % af stemmerne, og han blev formelt indsat som præsident 10. januar 1985. Den amerikanske Reagan-regering erklærede valget for ugyldigt trods adskillige internationale valgobservatørers erklæringer om ærlige forhold ved valget, og USA lagde miner i Nicaraguas havne.
Ved valget i 1990 tabte Ortega til sin gamle juntakollega Violeta Barrios de Chamorro, der stod i spidsen for en koalition af fjorten anti-sandinistiske partier. Årsagen til Ortegas formindskede popularitet skal findes i USA's Handelsembargo mod Nicaragua samt de anti-sandinistiske guerillabevægelser, kaldet contraerne.
Igen i 1996 og 2001 tabte Ortega valgene, blandt andet på grund af beskyldninger om korruption i hans den periode, hvor han havde haft magten. På trods af dette er Ortega fortsat leder af Sandinist-partiet, der har 43 pladser i parlamentet som det næststørste. Ved præsidentvalget i november 2006 blev Ortega genvalgt og taget i ed 11. januar 2007.
I november 2021 blev Daniel Ortega genvalgt for en fjerde femårsperiode med 75 % af stemmerne, ifølge de første delvise officielle resultater udgivet af det øverste valgråd.